# Creu de Guerra al Valor Militar
La Creu de Guerra al Valor Militar (italià:  Croce di Guerra al valor militare ) és una condecoració militar italiana. Es tracta de la condecoració al valor militar de grau més baix. Només pot ser conferida en cas de guerra.

## Història
Va ser instituïda pel Rei Víctor Manuel III el 7 de gener de 1922.
Les múltiples concessions de la medalla s'indiquen per un nombre igual de condecoracions (no s'afegeix res sobre el galó original)
Va ser creada a fi de senyalar com a honor públic als autors d'accions militars heroiques en temps de guerra, sent equivalent a la Medalla al valor civil. Pot ser concedida als membres de les Forces Armades, així com de les formacions partisanes o civils participants amb les forces armades.
El 8 de setembre de 1949 es publicà el Decret de la Presidència 773 modificant-se el disseny de la medalla.

## Disseny

### Regne d'Itàlia
Una creu grega de bronze, de 39mm d'ample. A l'anvers, sobre el braç horitzontal, apareix la inscripció AL VALORE MILITARE. Sobre braç vertical superior apareix el monograma coronat de Víctor Manuel III, mentre que al braç inferior hi ha una gladius romà coberta de branques de llorer. Al revers apareix una estrella de cinc puntes amb raigs que s'estenen sobre els braços de la creu.
Penja d'una cinta de 39mm d'ample de color blau.

### República Italiana
Una creu grega de bronze, de 38mm d'ample. A l'anvers, sobre el braç horitzontal, apareix la inscripció AL VALORE MILITARE. Sobre braç vertical superior apareix el monograma de la República Italiana (una R i una I), mentre que al braç inferior hi ha una gladius romà coberta de branques de llorer. Al revers apareix una estrella de cinc puntes amb raigs que s'estenen sobre els braços de la creu.
Penja d'una cinta de 39mm d'ample de color blau.